# Mimetus tillandsiae
Mimetus tillandsiae là một loài nhện trong họ Mimetidae.
Loài này thuộc chi Mimetus. Mimetus tillandsiae được miêu tả năm 1941 bởi Archer.